# Susannah
Susannah (en español, Susana) es una ópera en dos actos con música y libreto en inglés de Carlisle Floyd, que compuso cuando era miembro de la facultad de piano de la Universidad Estatal de Florida. Este drama musical en dos actos se estrenó el 24 de febrero de 1955 en Tallahassee, Universidad de Florida.
Floyd adaptó la historia a partir del relato apócrifo de Susana y los Viejos, aunque con un final más positivo. La historia trata acerca de Susannah Polk de 18 años, una muchacha inocente que vive en la pequeña ciudad montañosa de New Hope Valley, en el estado meridional de Tennessee. Influido por los ancianos y las esposas de los ancianos, el predicador itinerante Olin Blitch la acusa de pecadora y es expulsada de la ciudad. En un encuentro con Blitch, Susannah rechaza arrepentirse y él acaba presionándola para que tenga sexo. Tras esto, Blitch tiene remordimientos e intenta convencer a los ciudadanos para que la perdonen. Ellos lo rechazan, y Susannah también se niega a perdonarlos. El hermano de Susannah, Sam, vuelve a casa, mata a Blitch y se escapa corriendo. La gente del pueblo intenta expulsar a Susannah, pero ella los apunta con su revólver y todos se marchan, excepto su antiguo amigo Little Bat. Éste intenta seducirla pero ella le rechaza.
Susannah es una de las óperas estadounidenses más interpretada, la segunda tras Porgy y Bess. Recientemente celebró su 50.º aniversario con una representación en el escenario donde se estrenó el 24 de febrero de 1955, en Ruby Diamond Auditorium en la Universidad Estatal de Florida. 
En las estadísticas de Operabase aparece con sólo 13 representaciones en el período 2005-2010, siendo la primera de Carlisle Floyd.

## Personajes
| Personaje         | Tesitura      | Reparto del estreno,24 de febrero de 1955 |
| ----------------- | ------------- | ----------------------------------------- |
| Susannah Polk     | soprano       | Phyllis Curtin                            |
| Sam Polk          | tenor         | Walter James                              |
| Olin Blitch       | bajo-barítono | Mack Harrell                              |
| Little Bat McLean | tenor         | Eb Thomas                                 |
| Elder McLean      | barítono      | Harrison Fisher                           |
| Elder Gleaton     | tenor         | Kenneth Nelson                            |
| Elder Hayes       | tenor         | Dayton Smith                              |
| Elder Ott         | barítono      | Lee Liming                                |
| Mrs. McLean       | mezzosoprano  | Martha Kay Willis                         |
| Mrs. Gleaton      | soprano       | Catherine Murphy                          |
| Mrs. Hayes        | soprano       | Joan Nichy                                |
| Mrs. Ott          | contralto     | Bette Jo Armstrong                        |